# Chris Wilcox
Chris Ray Wilcox (nacido el 3 de septiembre de 1982 en Raleigh, North Carolina) es un exjugador profesional de baloncesto que disputó once temporadas en la NBA. Con 2,08 metros de estatura, jugaba en la posición de ala-pívot.

## Carrera

### Instituto
Asistió al instituto Whiteville High School en Whiteville (Carolina del Norte), donde ayudó a Whiteville a cosechar el 2A State Championship en 1999, antes de ser traspasado al William G. Enloe High School en Raleigh (Carolina del Norte).

### Universidad
Wilcox jugó desde 2000 a 2002 con los Terrapins de la Universidad de Maryland, donde consiguió el campeonato nacional de la NCAA en 2002.

### NBA
Fue seleccionado por Los Angeles Clippers en el Draft de 2002 en la posición 8. 
En su cuarta temporada, en la que fue traspasado a mitad de la misma a Seattle SuperSonics (a cambio de Vladimir Radmanović), pasó de promediar 8.1 puntos y 5.3 rebotes en California a 14.1 puntos y 8.2 en su nuevo equipo y saliendo de titular en 23 de los 29 partidos que disputó.
El 4 de abril de 2006, Wilcox cogió 24 rebotes, récord en su carrera, ante Houston Rockets, y a uno del récord de la franquicia que posee Jack Sikma.
En la temporada 2006-2007, sus números han sido de 13.5 puntos y 7.7 rebotes, logrando exhibiciones como la del 6 de abril de 2007 ante L.A. Lakers, consiguiendo 32 puntos y 18 rebotes, o la del 21 de marzo ante Washington Wizards; 27 puntos y 22 rebotes.
El 19 de febrero de 2009 fue traspasado a New York Knicks a cambio de Malik Rose.
El 18 de julio de 2009 firmó como agente libre con Detroit Pistons.
El 10 de diciembre de 2011 fue traspasado a Boston Celtics a cambio de Marquis Daniels. El 23 de marzo de 2012, los Celtics anuncian que tendrá que someterse a una operación de la válvula aórtica del corazón, perdiéndose el resto de la temporada, por lo que fue cortado. Pero, el 14 de julio de 2012, firmó de nuevo con los Celtics por una temporada.

## Estadísticas de su carrera en la NBA

### Temporada regular
| Año     | Equipo        | PJ  | PT  | MPP  | %TC  | %3P  | %TL  | RPP | APP | ROB | TPP | PPP  |
| ------- | ------------- | --- | --- | ---- | ---- | ---- | ---- | --- | --- | --- | --- | ---- |
| 2002–03 | L.A. Clippers | 46  | 3   | 10.4 | .521 | .000 | .500 | 2.3 | .5  | .2  | .3  | 3.7  |
| 2003–04 | L.A. Clippers | 65  | 17  | 20.6 | .521 | .000 | .700 | 4.7 | .8  | .4  | .3  | 8.6  |
| 2004–05 | L.A. Clippers | 54  | 25  | 18.6 | .514 | .000 | .611 | 4.2 | .7  | .5  | .4  | 7.9  |
| 2005–06 | L.A. Clippers | 48  | 1   | 13.7 | .536 | .000 | .644 | 3.6 | .4  | .3  | .4  | 4.5  |
| 2005–06 | Seattle       | 29  | 23  | 30.1 | .592 | .000 | .787 | 8.2 | 1.2 | .6  | .4  | 14.1 |
| 2006–07 | Seattle       | 82  | 81  | 31.5 | .529 | .000 | .684 | 7.7 | 1.0 | .9  | .5  | 13.5 |
| 2007–08 | Seattle       | 62  | 55  | 28.0 | .524 | .000 | .645 | 7.0 | 1.2 | .7  | .6  | 13.4 |
| 2008–09 | Oklahoma City | 37  | 6   | 19.4 | .485 | .000 | .598 | 5.3 | .9  | .5  | .3  | 8.4  |
| 2008–09 | New York      | 25  | 0   | 13.2 | .529 | .000 | .509 | 3.3 | .6  | .3  | .2  | 5.4  |
| 2009–10 | Detroit       | 34  | 10  | 13.0 | .525 | .000 | .500 | 3.4 | .4  | .4  | .4  | 4.5  |
| 2010–11 | Detroit       | 57  | 29  | 17.5 | .581 | .000 | .562 | 4.8 | .8  | .5  | .3  | 7.4  |
| 2011-12 | Boston        | 28  | 4   | 17.2 | .598 | .000 | .615 | 4.4 | .4  | .4  | .3  | 5.4  |
| 2012-13 | Boston        | 61  | 7   | 13.6 | .719 | .000 | .672 | 3.0 | .4  | .5  | .5  | 4.2  |
| Total   | Total         | 628 | 261 | 19.9 | .541 | .000 | .643 | 4.9 | .7  | .5  | .4  | 8.2  |

### Playoffs
| Año   | Equipo | PJ | PT | MPP | %TC  | %3P  | %TL  | RPP | APP | ROB | TPP | PPP |
| ----- | ------ | -- | -- | --- | ---- | ---- | ---- | --- | --- | --- | --- | --- |
| 2013  | Boston | 2  | 0  | 3.0 | .000 | .000 | .000 | 1.0 | .0  | .0  | .0  | .0  |
| Total | Total  | 2  | 0  | 3.0 | .000 | .000 | .000 | 1.0 | .0  | .0  | .0  | .0  |